# No te metás, Joaquín
No te metás, Joaquín es una película de Argentina filmada en blanco y negro dirigida por Jacobo Muchnick sobre el guion de Lino Palacio y Mario Ramos según un argumento de este que se produjo en 1939 y nunca fue estrenada comercialmente. Tuvo como  principales protagonistas a Anita Lang, Álvaro Escobar, Lola Márquez y Jorge Miranda. Tuvo el título alternativo de Millones en el aire.

## Reparto
- Anita Lang
- Álvaro Escobar
- Lola Márquez
- Jorge Miranda

## Comentarios
Manrupe y Portela escriben:

«Una rara incursión en el cine del dibujante y humorista Lino Palacio, en una película nunca estrenada.»